# 飯塚貴士
飯塚 貴士（いいつか たかし、1985年 8月6日- ）は、茨城県牛久市で活動する映画監督・脚本家。

## 人物
人形とミニチュアセットを用いた特撮映像を制作している。監督、脚本、撮影、美術、音楽、登場人物の声をほぼ一人で行う。
代表作は「BLUE IMPULSE」「ENCOUNTERS」 「フォーカード」「おおきなぞうとあっちゃんの星」「補欠ヒーローMEGA3」「オトッペ」「劇場版オトッペ パパ・ドント・クライ」「人生限りある倶楽部」など。